# Klementyna Mien
Klementyna Julia Mien (ur. 6 października 1870 w Krakowie, zm. 20 lutego 1954 w Montereau) – malarka, fotografka.

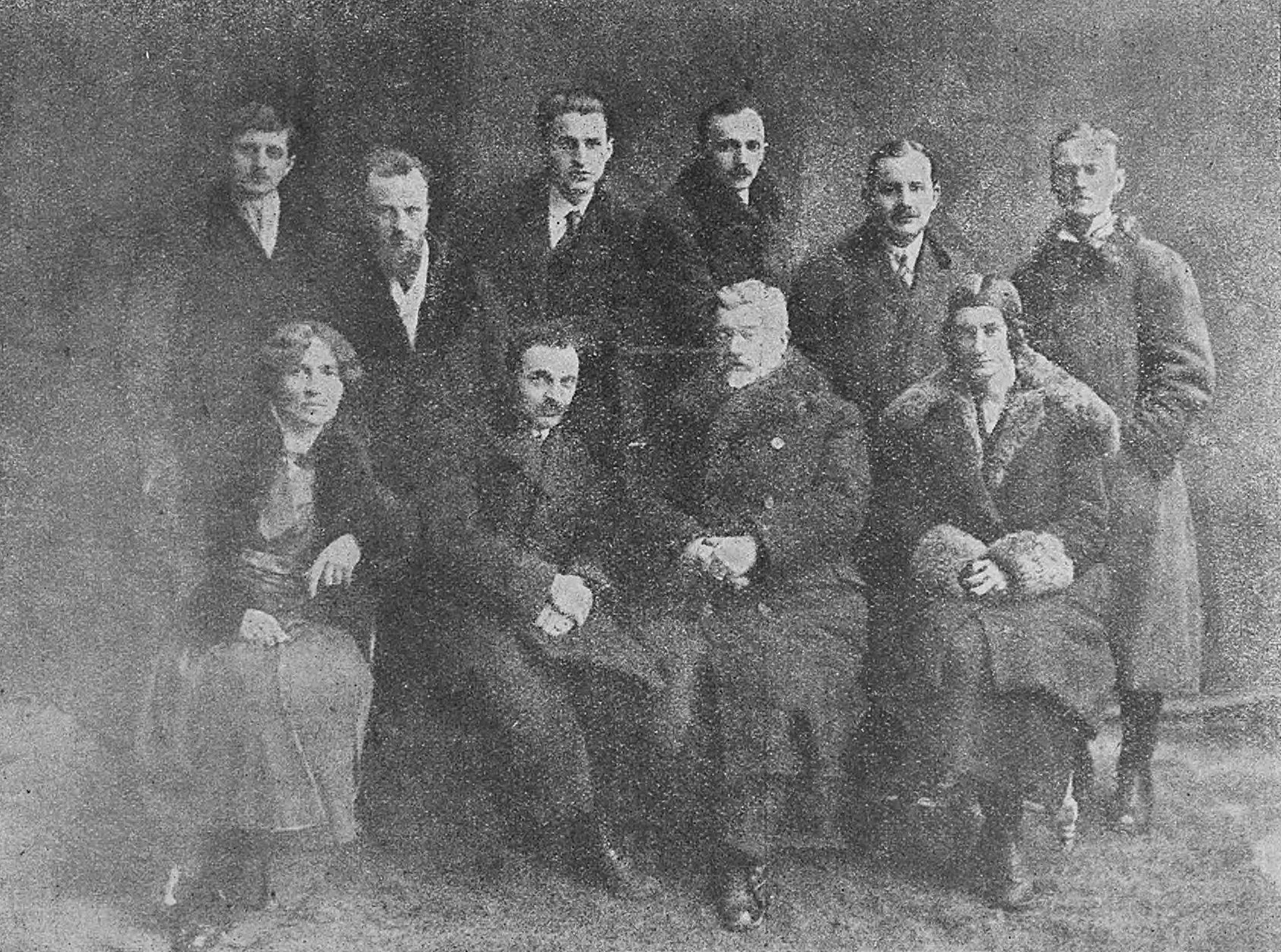
Wydział Związku Polskich Artystów Plastyków w Krakowie w 1923. Klementyna Mien stoi trzeci siedzi pierwsza od lewej

## Życiorys
Córka Polki Petroneli i pochodzącego z Francji fotografa i literata Juliusza Miena, siostra malarza Juliusza. Uczyła się w Szkole Przemysłowej w Krakowie, na Wyższych Kursach dla Kobiet im. A. Baranieckiego i prywatnie m.in. u Józefa Mehoffera. W latach 1900–1903 naukę kontynuowała w Paryżu na Académie des Beaux-Arts i w prywatnych szkołach. Po powrocie do Krakowa zajmowała się malarstwem i fotografią, prowadząc po śmierci ojca jego zakład (1906–1919). Ok. 1910 r. otworzyła pod jego nazwiskiem Zakład Artystycznej Fotografii przy ul. Kolejowej 11 (późniejszej Potockiego 11, obecnie Westerplatte).
W 1923 wybrana członkinią wydziału Związku Polskich Artystów Plastyków w Krakowie. 
W 1934 r. odwiedziła Bochnię, gdzie wkrótce się przeprowadziła i przy ul. Kazimierza Wielkiego 10 otworzyła Zakład Artystycznej Fotografii i Powiększeń „ARS”, który prowadziła razem ze swoją uczennicą, Janiną Podgajną. W 1950 r. wyjechała do Francji, przekazując atelier swojej przyjaciółce Stefanii Lorenc. Mieszkała najpierw w Paryżu, potem w domu dla repatriantów w Vulaines-sur-Seine. 
Malowała głównie portrety, kwiaty i pejzaże. Jej obrazy znajdują się m.in. w zbiorach Muzeum im. Stanisława Fischera w Bochni.